# 耿京
耿 京（こう きょう、生年不詳 - 1162年）は、金朝の人。済南府歴城県の出身。

## 経歴
大定元年（1161年）、耿京は李鉄槍らと共に反金の兵を挙げ、歴城の東山を占拠し奉符・萊蕪へと進撃した。まもなく辛棄疾が2,000余人を引き連れて耿京の配下に参加するなどし間もなく数万人の勢力となった。大定2年（1162年）、耿京は賈瑞・辛棄疾を建康に派遣し南宋に臣属し、高宗により天平軍節度使に封じられた。
同年、耿京は部下の張安国・邵進の叛乱に遭い殺害された。辛棄疾はこの叛乱を知るや張安国を殺害し、耿京の勢力を率いて南宋に下った。